# Ochropleura omochra
Ochropleura omochra là một loài bướm đêm trong họ Noctuidae.